# ロイヤル・シェイクスピア・カンパニー

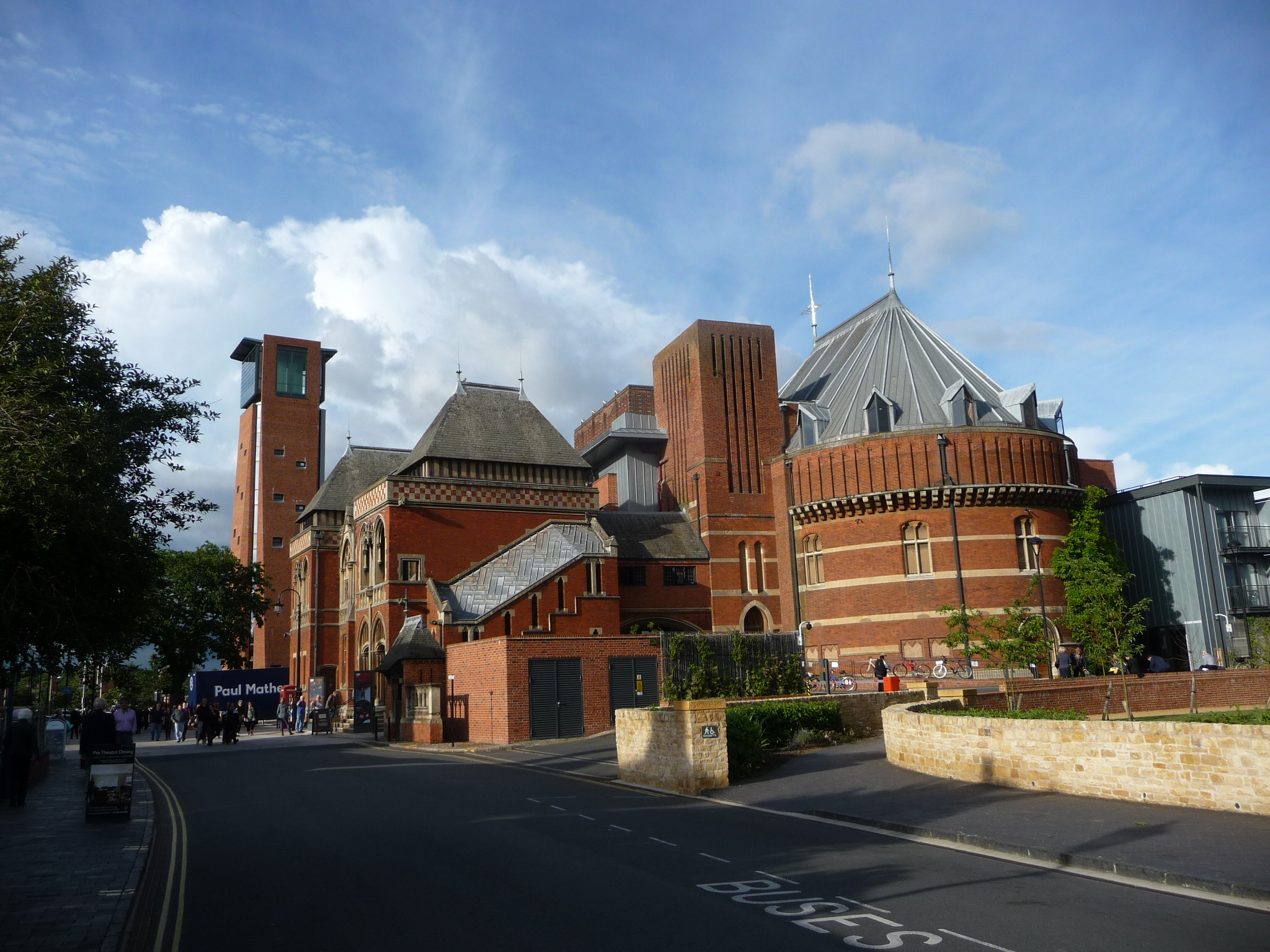
ストラトフォード・アポン・エイヴォンにある劇場

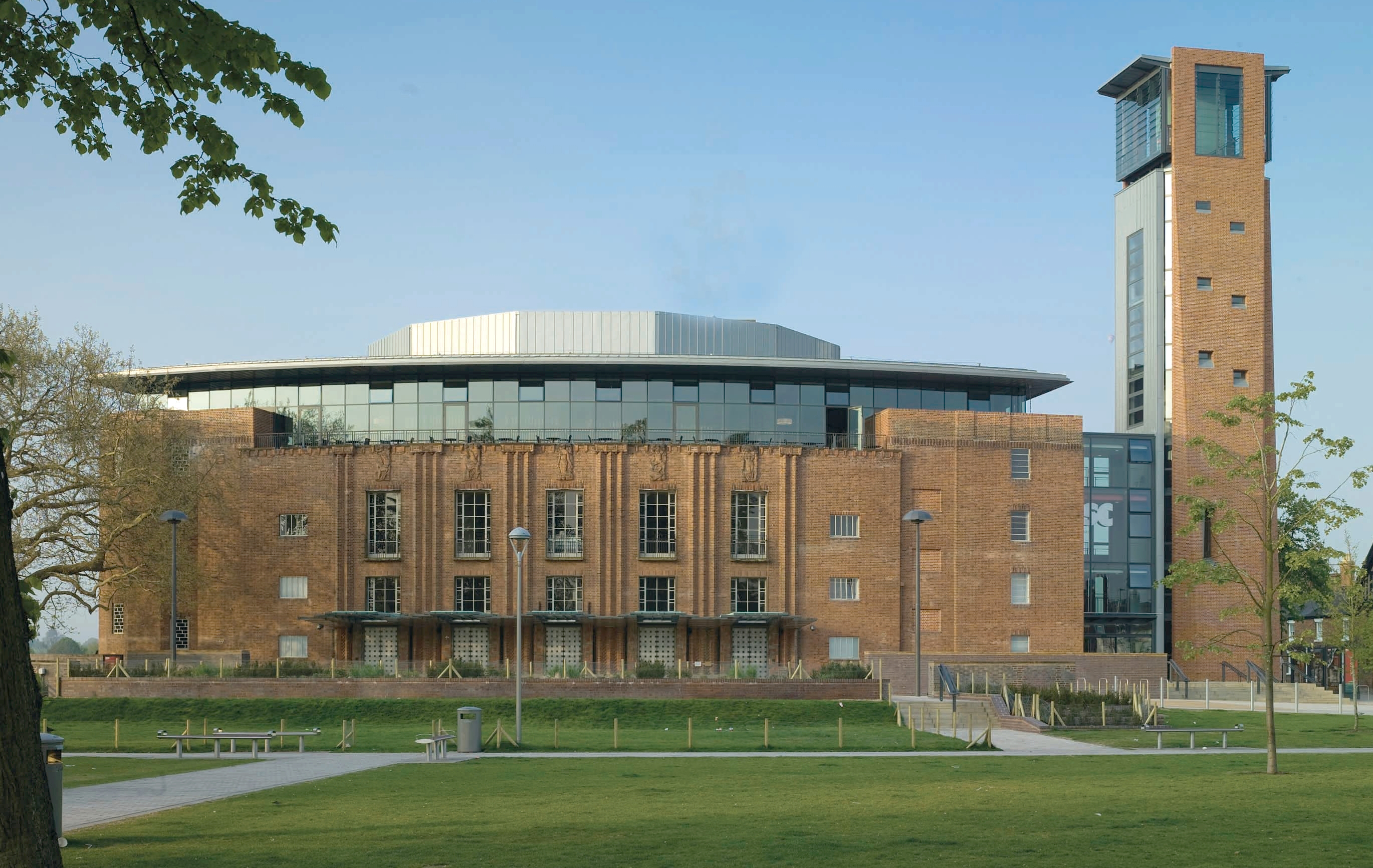
ロイヤル・シェイクスピア・シアター北側正面とタワー（2011年）

ロイヤル・シェイクスピア・カンパニー（Royal Shakespeare Company）は、イングランドのストラトフォード・アポン・エイヴォンを拠点にする劇団。略してRSCとも呼ばれる。ストラトフォード・アポン・エイヴォンにロイヤル・シェイクスピア・シアター、スワン・シアター、ジ･アザー･プレイスの3つを有している。
1875年に設立されたシェイクスピア記念劇場を前身に持つ、非常に歴史の古い劇団であり、また大規模な劇団のため、有名なイギリスの舞台俳優・映画俳優でここに在籍していた者は非常に多い。現在はチャールズ3世が理事長を務めている。
作品の多くは世界中でツアーを行い、日本でも定期的に上演を行っている。
レパートリーの中心はやはりシェイクスピア作品であるが、シェイクスピアと同時代の劇作家や現代の劇作家の戯曲も数多く手がけている。
過去に関わった日本人には、日本人役者としてはじめてカンパニーメンバーとなった伊川東吾（1986)、RSCとの共同制作『ペール・ギュント』(1991年）とRSC公演『リア王』(1999) を演出した演出家 蜷川幸雄、『ペール・ギュント』に出演した壤晴彦、『リア王』に出演した真田広之がいる。

## RSCのカンパニーメンバーだった俳優
- ジェレミー・アイアンズ
- ペギー・アシュクロフト
- ジェニファー・イーリー
- トーゴ・イガワ（伊川東吾）
- ピーター・オトゥール
- ローレンス・オリヴィエ
- ティム・カリー
- ベン・キングズレー
- リチャード・グリフィス
- グレンダ・ジャクソン
- デレク・ジャコビ
- フィオナ・ショウ
- デヴィッド・スーシェ

- イメルダ・スタウントン
- イモジェン・スタッブス
- パトリック・スチュワート
- トビー・スティーブンス
- ティモシー・スポール
- チャールズ・ダンス
- デヴィッド・テナント
- ジュディ・デンチ
- リチャード・バートン
- サイモン・ラッセル・ビール
- レイフ・ファインズ
- ピート・ポスルスウェイト
- ケネス・ブラナー

- ポール・ベタニー
- イアン・ホルム
- サマンサ・ボンド
- イアン・マッケラン
- ヘレン・ミレン
- ヴィヴィアン・リー
- ダイアナ・リグ
- イアン・リチャードソン
- アラン・リックマン
- ヴァネッサ・レッドグレイヴ
- エミリー・ワトソン
- ゾーイ・ワナメイカー
- アルフレッド・モリーナ

## 主な上演作品
- コリオレイナス (1959年、1994年)
- リア王 (1962年、2007年[1])
- 薔薇戦争 (ヘンリー六世およびリチャード三世より)
- マルキ・ド・サドの演出のもとにシャラントン精神病院患者たちによって演じられたジャン＝ポール・マラーの迫害と暗殺 (1964年)
- 帰郷 (ハロルド・ピンター)（英語版） (1965年6月)
- Staircase (1966年)
- ハムレット (1965年、1976年、1992年、2004年、2008年[2])
- 夏の夜の夢 (1970年)
- Old Times (1971年)
- ジュリアス・シーザー (1973年)
- アントニーとクレオパトラ (1973年)
- リチャード二世 (1973年–1974年)
- Travesties (1974年6月)
- The Marrying of Ann Leete (1975年9月)
- ロミオとジュリエット (1976年3月)
- 空騒ぎ (1976年4月)
- The Iceman Cometh (1976年5月)
- The Comedy of Errors (1976年9月)
- Wild Oats (1976年12月)
- マクベス (1976年–1977年)
- Privates on Parade (1977年2月)
- Destiny (1977年5月)
- The Greeks (1980年)
- ニコラス・ニクルビー (1980年) 1982年、ドラマ・デスク・アワード特別賞受賞
- リチャード三世 (1984年)
- レ・ミゼラブル (1985年)
- 危険な関係 (1985年)
- タイタス・アンドロニカス (1988年)
- The Plantagenets (ヘンリー六世 第1部、第2部、第3部、リチャード三世より) (1988年)
- オセロ (1989年)
- This England: The Histories (2000年)
- るつぼ (2006年)
- ペリクリーズ (2006年)
- かもめ[3] (2007年)
- The Histories in Stratford-upon-Avon and at the Roundhouse (2008年) [4][5]
- マチルダ (2010年) [6]
- ウルフ・ホール（英語版） [7] (2015年)
- となりのトトロ (2022年) [8]